# Vampire (Walibi Belgium)
Cet article concerne l'attraction de Walibi Belgium. Pour l'attraction de La Ronde, voir Vampire (La Ronde).
Pour les articles homonymes, voir Vampire (homonymie).
Vampire  est un circuit de montagnes russes en métal inversées du parc Walibi Belgium à Wavre. 
Ce parcours de montagnes russes est le seul circuit inversé de Belgique. Il est aussi celui possédant le plus grand nombre d'inversions en Belgique jusqu'en 2021 alors qu'il est égalé par The Ride to Happiness . Les inversions sont au nombre de cinq via les figures roll over, sidewinder et un double in-line twist. 
Le Vampire représente l'investissement le plus important pour une seule attraction durant la période où Premier Parks détenait le parc et avant que le parc ne soit renommé Six Flags Belgium. 
En 1999, Walibi présente trois nouveautés pour un investissement total de 400 millions de francs belges (environ 9,9 millions d'euros) dont 250 millions de francs belges (environ 6,2 millions d'euros) pour le Vampire. Son parcours de 689 mètres de long débute par un lift hill haut de 35 mètres et les passagers subissent des accélérations de 4 g.
L'attraction est installée dans une zone proche de la Dyle jusque-là inexploitée. Pour sa construction, le parc s'est servi de la foreuse à pieu utilisée à Waremme pour le chantier du TGV, unique exemplaire en Belgique. Celle-ci a extrait sous plus de douze mètres de terre humide la roche sur laquelle ancrer les 149 piliers.

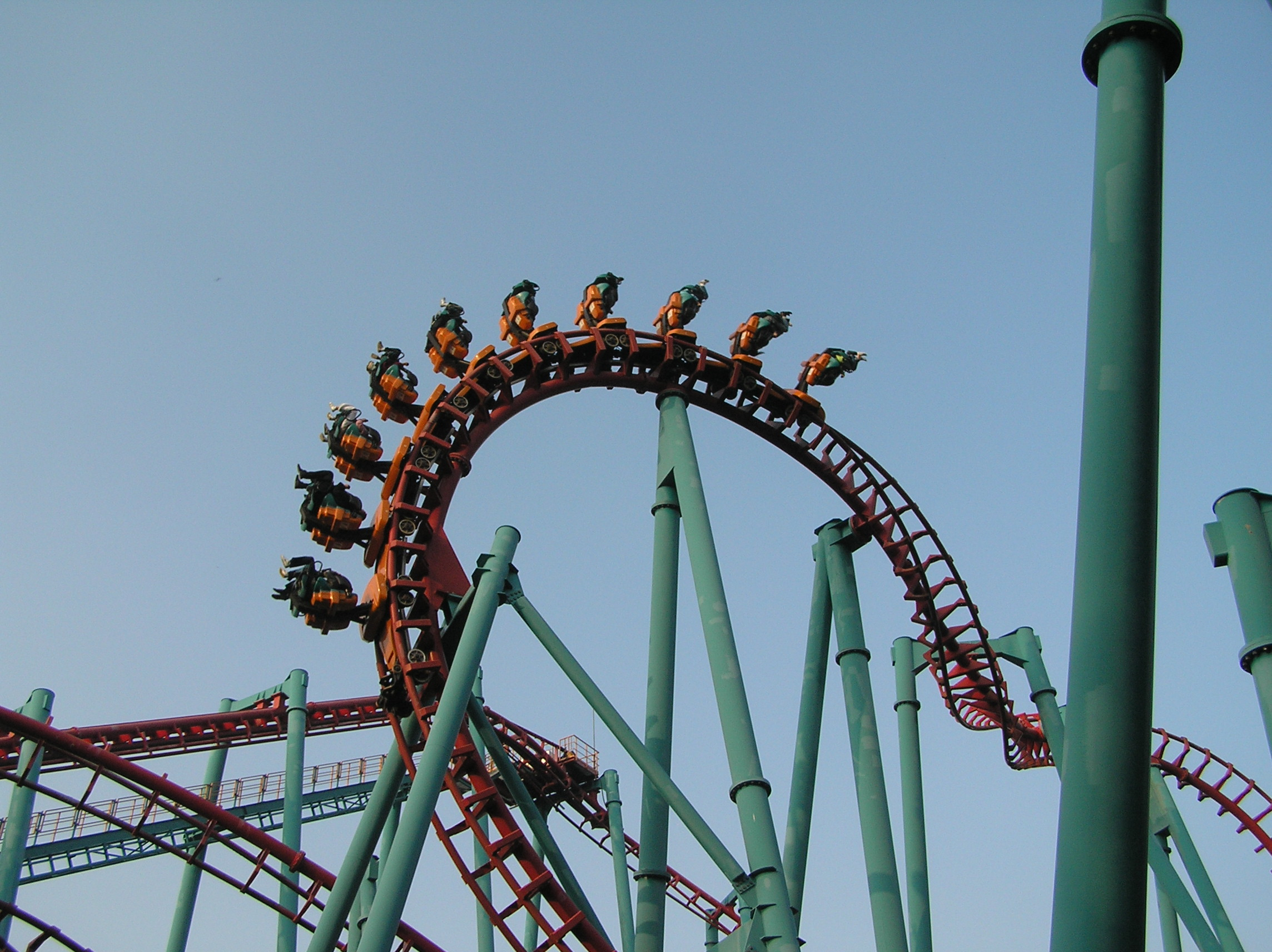

Il existe deux trains de dix voitures par train sécurisés par des harnais. Les passagers sont assis à deux par rangée, ce qui représente vingt passagers par trains. La capacité est de 1 040 personnes par heure.
Elle est une des attractions emblématiques du parc. D'ailleurs en 2009, le propriétaire actuel, la Compagnie des Alpes, lance une grande campagne publicitaire dénommée "The Big 7" qui se déroule sur plusieurs années. Elle met en vedette 7 attractions parmi les plus importantes du parc dont le Vampire''.
Pour la saison 2010, les montagnes russes revêtent de nouvelles couleurs : les supports passent du bleu à noir, alors que le rail conserve son rouge. Depuis leur ouverture, elles n'avaient pas été repeintes. 
Le 30 juillet 2000, une Dunkerquoise fut victime d'un malaise cardiaque foudroyant qui entraîna sa mort.